# Alfa Romeo Stelvio
L'Alfa Romeo Stelvio (nome in codice Tipo 949) è il primo crossover SUV di segmento D presentato dalla casa automobilistica italiana Alfa Romeo alla fine del 2016 per entrare poi a listino all'inizio dell'anno successivo.

## Profilo e contesto

### Nome e debutto

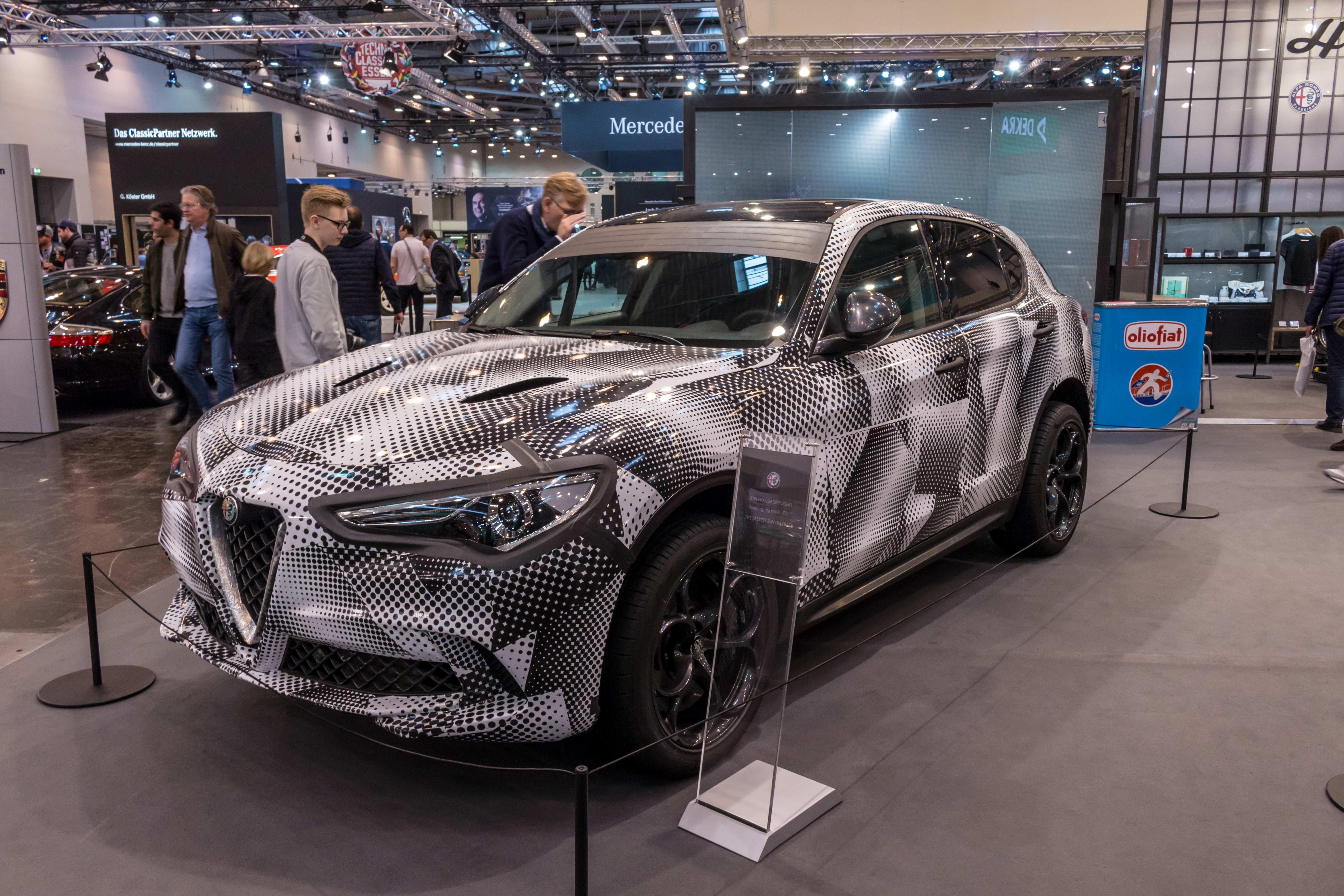
Muletto di una Stelvio utilizzata durante le fasi di test e collaudo

La Stelvio, intitolata all'omonimo passo alpino, è il primo crossover SUV offerto dalla casa di Arese dopo che in passato fu presentato, senza mai entrare in produzione di serie, il SUV Kamal, concept car realizzato nel 2003 in un solo esemplare. La Stelvio è stata presentata al salone dell'automobile di Los Angeles il 16 novembre 2016.

### Telaio, meccanica e sospensioni

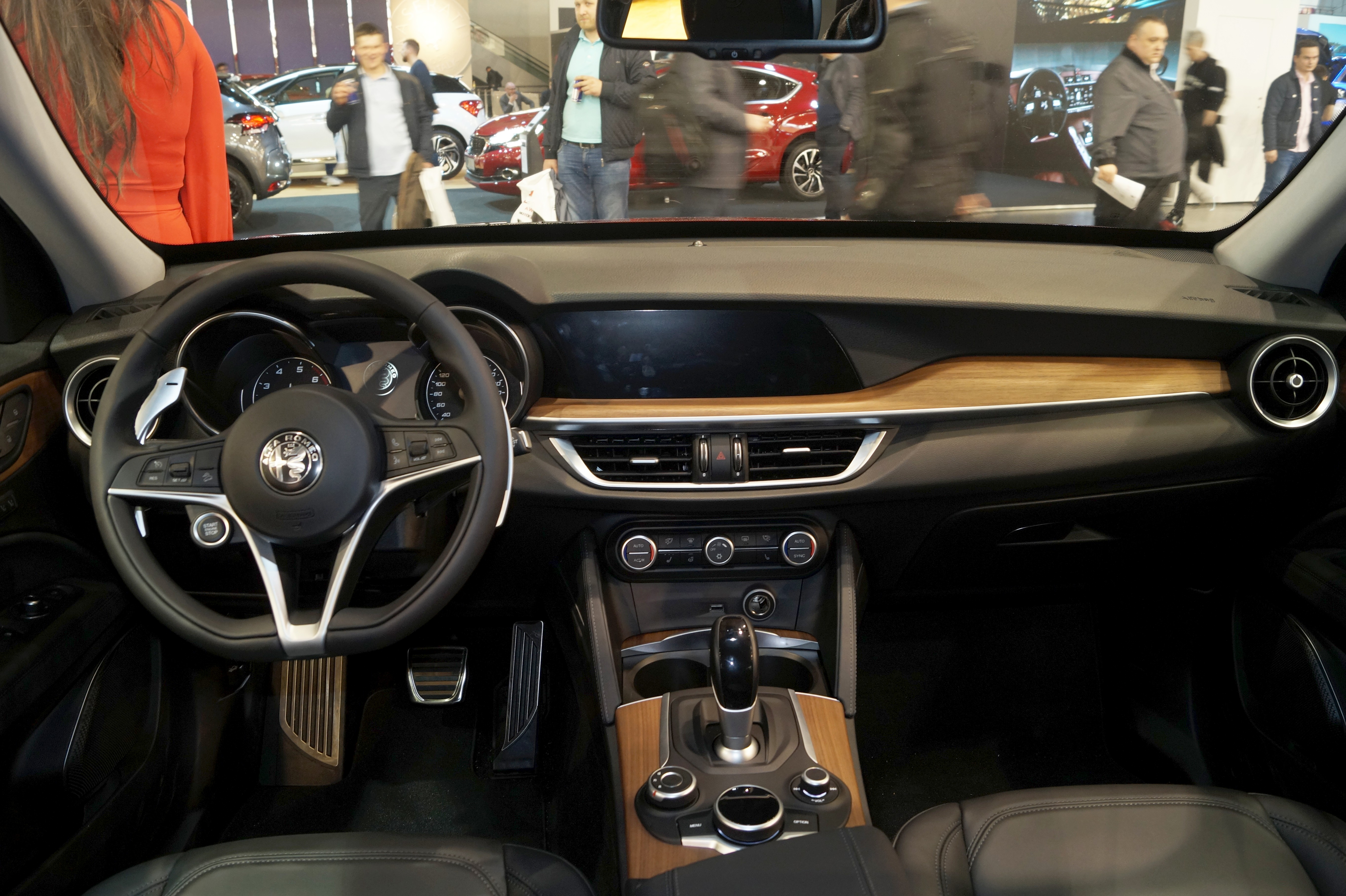
Interni

La Stelvio nasce sulla piattaforma Giorgio, già utilizzata dalla Giulia, ma lievemente modificata e rialzata di 22 cm rispetto alla berlina, a causa di un incremento della corsa delle sospensioni e della gommatura maggiorata; con la Giulia condivide anche i motori e gran parte della meccanica, tra cui l'albero di trasmissione in fibra di carbonio. Inoltre, rispetto alla Giulia, ha carreggiate incrementate, rispettivamente, di 2,9 cm al retrotreno e 5,4 cm all'avantreno oltre che un bagagliaio portato a una volumetria di 525 litri.
La distribuzione dei pesi è ripartita 50/50 tra i due assi e il coefficiente aerodinamico è di 0,30. Per contenere il peso del veicolo, la casa del Biscione ha fatto ampio uso di alluminio per alcuni componenti della carrozzeria quali parafanghi, cofano, portellone e per alcune parti meccaniche come sospensioni, sistema frenante e motore.
Le sospensioni adottano uno schema chiamato AlfaLink, che è composto all'avantreno da uno schema a doppio quadrilatero con asse di sterzo semi-virtuale, mentre al retrotreno è presente uno schema multilink composto da quattro bracci e mezzo; questo schema sospensivo fa sì che gli pneumatici aderiscano, in condizioni di velocità elevate, perpendicolarmente al piano dell'asfalto, incrementando in questo modo l'aderenza in curva e riducendo il sottosterzo.

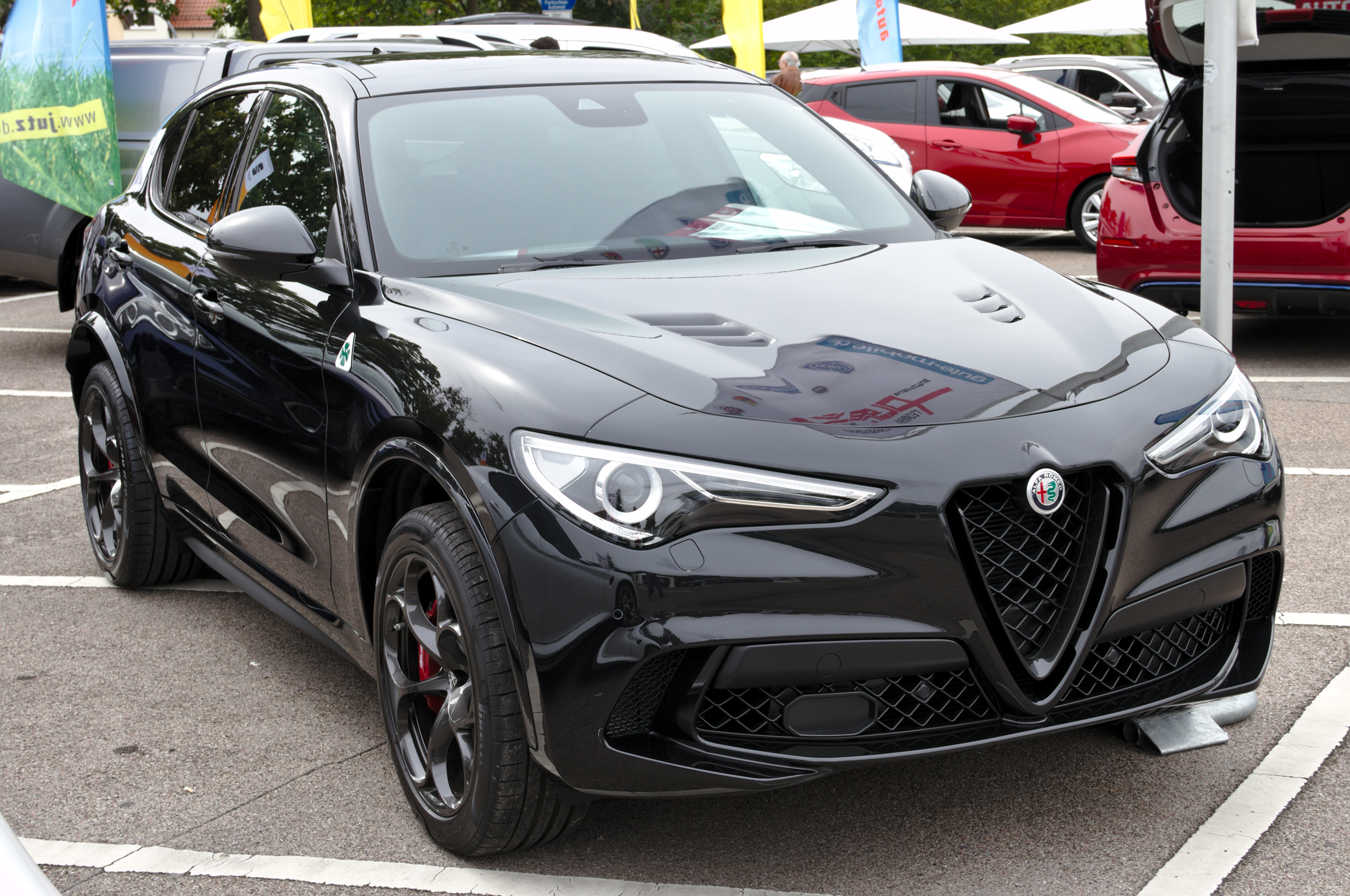
Stelvio Quadrifoglio

### Trasmissione e motori
È disponibile sia in versione a trazione posteriore che a trazione integrale con sistema Q4 (dotato di un sistema torque vectoring) che ripartisce la coppia, in condizioni normali, al 100% sull'asse posteriore e solo in caso di perdita d'aderenza rinvia il 50% della potenza all'avantreno.
A richiesta, è disponibile il differenziale posteriore autobloccante meccanico che consente di trasferire maggior coppia alla ruota con più aderenza in modo da ottimizzare la trazione in qualsiasi condizione di guida.
Le motorizzazioni della vettura, simili a quelle della Giulia, sono il 2.0 GME, un propulsore benzina turbo a quattro cilindri in linea da 2.0 litri che eroga 200 o 280 CV, e un quattro cilindri in linea 2.2 litri turbo Diesel Multijet II da 160, 190 o 210 CV (fino al giugno 2018 invece questi propulsori avevano 150, 180 e 210 CV ed erano omologati Euro 6B) dotati di un nuovo sistema di iniezione a 2.000 bar chiamato Injection Rate Shaping (IRS). È offerta anche una versione ad alte prestazioni denominata Quadrifoglio, che è alimentata dall'Alfa Romeo 690T: un motore 6 cilindri disposti a V da 510 CV, lo stesso della Giulia Quadrifoglio, che ha origine nel V8 Ferrari della California T. Nella serie speciale Alfa Romeo Racing, presentata al Salone di Ginevra del 2019, questo motore raggiunge i 520 CV per via della presenza di un impianto di scarico Akrapovic. Tutti i motori della gamma dal mese di giugno 2018 sono omologati Euro 6D-Temp.

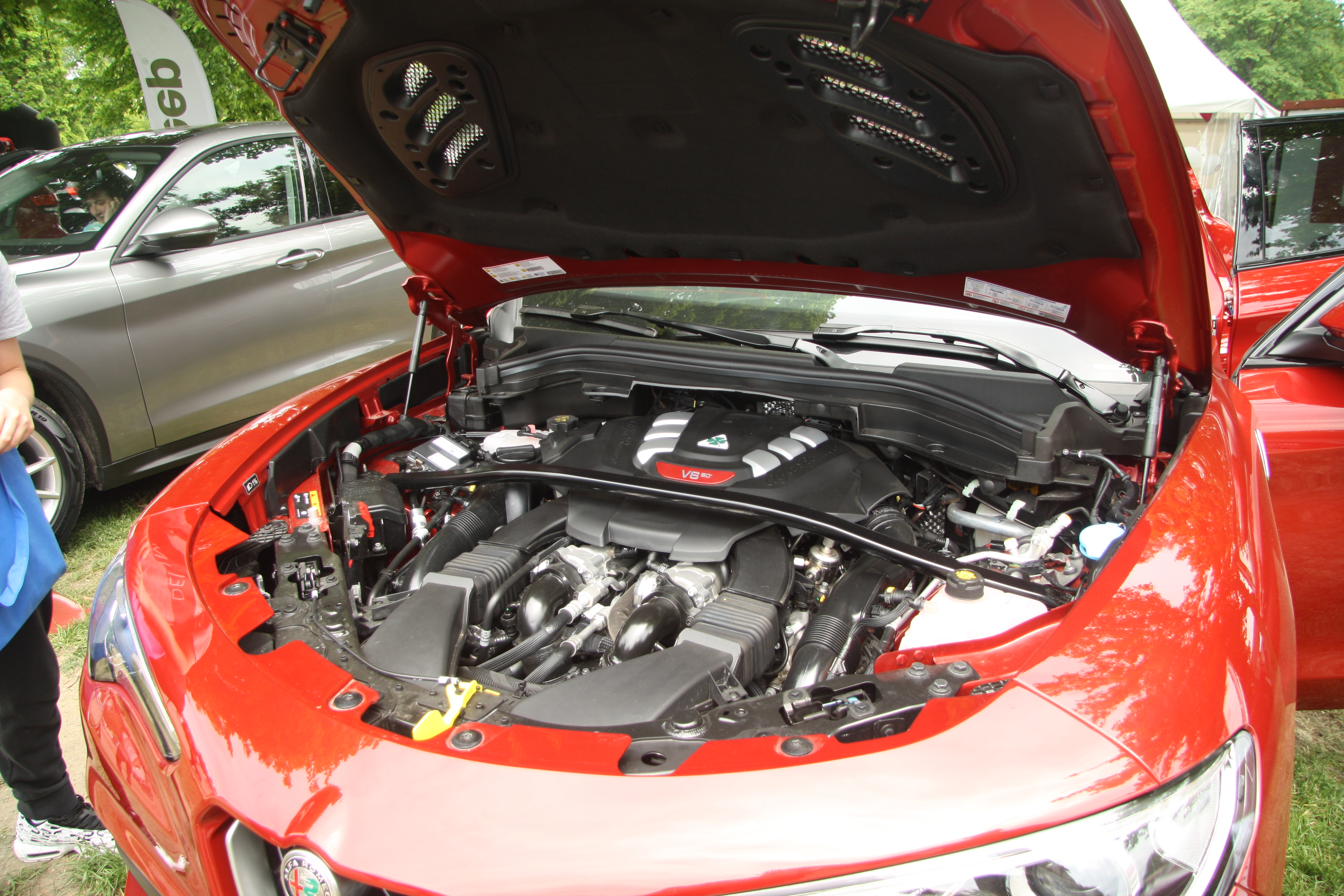
Motore Stelvio Quadrifoglio

Il cambio montato di serie su tutte le versioni è una trasmissione automatica a convertitore di coppia con 8 rapporti, prodotta dalla ZF.

## Evoluzione e aggiornamenti

### Model Year 2020
Il 19 novembre 2019 viene presentato il Model Year 2020. Sebbene l'aspetto esteriore sia rimasto sostanzialmente invariato, ci sono state modifiche alle finiture interne e ai materiali migliorandone la qualità, nonché nella parte tecnologica, con un nuovo volante multifunzione, un nuovo tunnel centrale, nuovo display touch sulla plancia da 8,8 pollici dotato di un nuovo sistema di infotainment (che offre hotspot WiFi, aggiornamenti software over the air e funzione di chiamata di emergenza in caso di incidente), sistemi di assistenza alla guida ADAS di livello 2 e l'introduzione di nuovi allestimenti.

### Restyling 2022

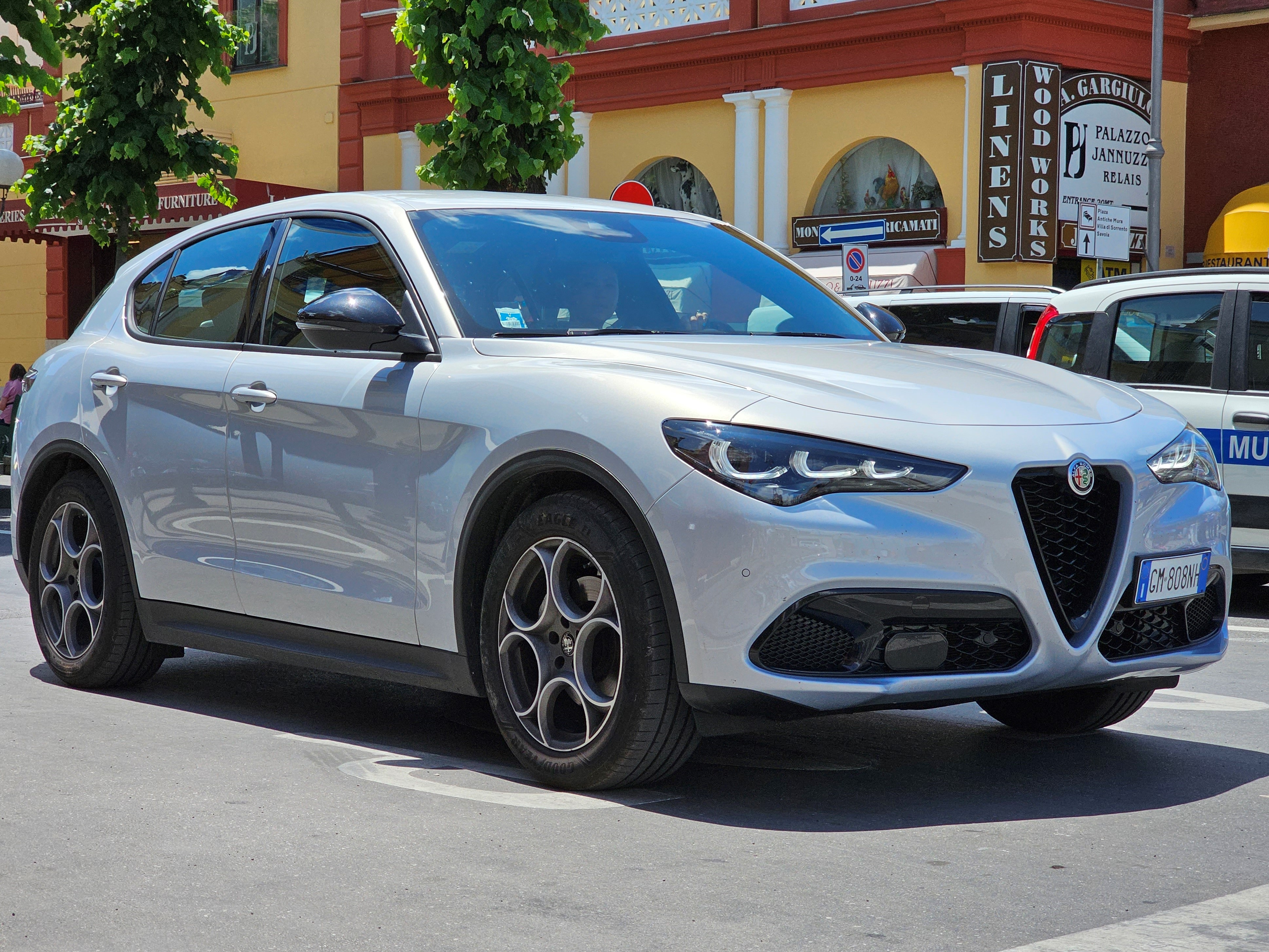
Restyling 2022

Dopo alcuni avvistamenti su strada di muletti a marzo e aprile, a fine ottobre 2022 viene sottoposta a un leggero restyling di metà carriera, insieme con la Giulia.
La principale novità sono gli inediti fari full LED Matrix che, costituiti da tre elementi semicircolari dotati di luci diurne nella forma richiamano quelli della Tonale e s'ispirano nel disegno all'Alfa 159. Le luci posteriori, anch'esse ora completamente a LED, sono brunite e incorniciate con un vetro fumé. All'interno esordisce un nuovo cruscotto dotato di quadro strumenti digitale costituito da uno schermo da 12,3 pollici a cannocchiale che può essere configurato con tre diverse grafiche, ripreso dalla Tonale. Sempre da quest'ultima, poi, proviene la tecnologia degli aggiornamenti OTA dei sistemi elettronici di bordo e lo storico digitale delle manutenzioni con tecnologia NFT. Al lancio, le uniche versioni disponibili sono un turbo-benzina quattro cilindri da due litri con 280 CV, a trazione integrale, e un turbodiesel quattro cilindri da due litri con 210 CV, sempre a trazione integrale.

## Motorizzazioni per il mercato europeo
| Modello                   | Motore                   | Cilindrata cm³ | Potenza                         | Coppia max                                     | Emissioni CO2 (g/km) | 0–100 km/h (secondi) | Velocità max (km/h) | Consumo medio (km/l) | Periodo di produzione            |
| Motori Diesel             | Motori Diesel            | Motori Diesel  | Motori Diesel                   | Motori Diesel                                  | Motori Diesel        | Motori Diesel        | Motori Diesel       | Motori Diesel        |                                  |
| ------------------------- | ------------------------ | -------------- | ------------------------------- | ---------------------------------------------- | -------------------- | -------------------- | ------------------- | -------------------- | -------------------------------- |
| 2.2 Diesel 150 CV AT8     | 2.2 Diesel 150 CV        | 2143           | 110 kW (150 CV) a 4000 giri/min | 450 N·m (45,9 kgm-CE) a 1750 giri/min          | 124                  | 8,8                  | 198                 | 20,0                 | dal novembre 2017 al giugno 2018 |
| 2.2 diesel 160 CV AT8     | 2.2 Diesel 160 CV        | 2143           | 110 kW (160 CV) a 4000 giri/min | 450 N·m (45,9 kgm-CE) a 1750 giri/min          | 139                  | 8,8                  | 198                 | 18,9                 | da giugno 2018                   |
| 2.2 diesel 180 CV AT8     | 2.2 Diesel 180 CV        | 2143           | 132 kW (179 CV) a 3750 giri/min | 450 N·m (45,9 kgm-CE) a 1750 giri/min          | 124                  | 7,6                  | 210                 | 20,0                 | dall'aprile 2017 al giugno 2018  |
| 2.2 diesel 180 CV AT8 Q4  | 2.2 Diesel 160 CV        | 2143           | 132 kW (179 CV) a 3750 giri/min | 450 N·m (45,9 kgm-CE) a 1750 giri/min          | 127                  | 7,6                  | 210                 | 20,0                 | dal maggio 2017 al giugno 2018   |
| 2.2 diesel 190 CV AT8     | 2.2 Diesel 190 CV        | 2143           | 132 kW (190 CV) a 3750 giri/min | 450 N·m (45,9 kgm-CE) a 1750 giri/min          | 139                  | 7,6                  | 210                 | 18,9                 | dal giugno 2018                  |
| 2.2 diesel 190 CV AT8 Q4  | 2.2 Diesel 190 CV        | 2143           | 132 kW (190 CV) a 3750 giri/min | 450 N·m (45,9 kgm-CE) a 1750 giri/min          | 149                  | 7,6                  | 210                 | 16,4                 | da giugno 2018                   |
| 2.2 diesel 210 CV AT8 Q4  | 2.2 Diesel 210 CV        | 2143           | 155 kW (210 CV) a 3750 giri/min | 470 N·m (47,9 kgm-CE) a 1750 giri/min          | 149                  | 6,6                  | 215                 | 16,4                 | dal febbraio 2017                |
| Motori Benzina            |                          |                |                                 |                                                |                      |                      |                     |                      |                                  |
| 2.0 benzina 200 CV AT8 Q4 | 2.0 Turbo Benzina 200 CV | 1995           | 148 kW (200 CV) a 4500 giri/min | 330 N·m (33,6 kgm-CE) a 1750 giri/min          | 183                  | 7,2                  | 215                 | 12,3                 | dall'aprile 2017                 |
| 2.0 benzina 280 CV AT8 Q4 | 2.0 Turbo Benzina 280 CV | 1995           | 206 kW (280 CV) a 5250 giri/min | 400 N·m (40,8 kgm-CE) tra 2250 e 4500 giri/min | 183                  | 5,7                  | 230                 | 12.5                 | dal debutto                      |
| Quadrifoglio AT8 Q4       | 2.9 V6 Bi Turbo 510 CV   | 2891           | 375 kW (510 CV) a 6500 giri/min | 600 N·m (61,2 kgm-CE) tra 2500 e 5500 giri/min | 210                  | 3,8                  | 283                 | 10,2                 | dal novembre 2017                |

### Model Year 2020
| Modello                       | Disponibilità | N. cilindri, disp. | Cilindrata (cm³) | Potenza max: kW (CV) @ rpm | Coppia max: Nm @ rpm | 0–100 km/h (s) | Velocità max (km/h) | Cambio                                             | Trazione      | Standard emissioni  | Consumo combinato (l/100 km) | Emissioni CO2 (g/km) | Peso (kg)     |
| Motori Diesel                 | Motori Diesel | Motori Diesel      | Motori Diesel    | Motori Diesel              | Motori Diesel        | Motori Diesel  | Motori Diesel       | Motori Diesel                                      | Motori Diesel | Motori Diesel       | Motori Diesel                | Motori Diesel        | Motori Diesel |
| ----------------------------- | ------------- | ------------------ | ---------------- | -------------------------- | -------------------- | -------------- | ------------------- | -------------------------------------------------- | ------------- | ------------------- | ---------------------------- | -------------------- | ------------- |
| 2.2 JTDm 160 CV AT8           | da 01/2020    | 4, in linea        | 2143             | 118 kW (160 CV) @ 3750     | 450 Nm @ 1750        | 8,8            | 198                 | ZF automatico a convertitore di coppia, 8 rapporti | RWD           | Euro 6d-TEMP (NEDC) | 5,3                          | 139                  | 1660          |
| 2.2 JTDm 190 CV AT8           | da 01/2020    | 4, in linea        | 2143             | 140 kW (190 CV) @ 3500     | 450 Nm @ 1750        | 7,6            | 210                 | ZF automatico a convertitore di coppia, 8 rapporti | RWD           | Euro 6d-TEMP (NEDC) | 5,3                          | 139                  | 1660          |
| 2.2 JTDm 190 CV AT8 Q4        | da 01/2020    | 4, in linea        | 2143             | 140 kW (190 CV) @ 3500     | 450 Nm @ 1750        | 7,6            | 210                 | ZF automatico a convertitore di coppia, 8 rapporti | AWD           | Euro 6d-TEMP (NEDC) | 5,6                          | 146                  | 1745          |
| 2.2 JTDm 210 CV AT8 Q4        | da 01/2020    | 4, in linea        | 2143             | 154 kW (210 CV) @ 3500     | 470 Nm @ 1750        | 6,6            | 215                 | ZF automatico a convertitore di coppia, 8 rapporti | AWD           | Euro 6d-TEMP (NEDC) | 5,6                          | 146                  | 1745          |
| Motori benzina                |               |                    |                  |                            |                      |                |                     |                                                    |               |                     |                              |                      |               |
| 2.0 GME 200 CV AT8 Q4         | da 01/2020    | 4, in linea        | 1995             | 148 kW (200 CV) @ 4500     | 330 Nm @ 1750        | 7,2            | 215                 | ZF automatico a convertitore di coppia, 8 rapporti | AWD           | Euro 6d-TEMP (NEDC) | 7,0                          | 160                  | 1660          |
| 2.0 GME 250 CV AT8 Q4         | da 05/2020    | 4, in linea        | 1995             | (250 CV)                   |                      |                |                     | ZF automatico a convertitore di coppia, 8 rapporti | AWD           | Euro 6d-TEMP (NEDC) | 7,0                          | 158                  | 1660          |
| 2.0 GME 280 CV AT8 Q4         | da 01/2020    | 4, in linea        | 1995             | 206 kW (280 CV) @ 5250     | 400 Nm @ 2250        | 5,7            | 230                 | ZF automatico a convertitore di coppia, 8 rapporti | AWD           | Euro 6d-TEMP (NEDC) | 7,0                          | 158                  | 1660          |
| 2.9 V6 Bi-Turbo 510 CV AT8 Q4 | da 05/2020    | 6, a V             | 2891             | 375 kW (510 CV) @ 6500     | 600 Nm @ 2500-5000   | 3,8            | 283                 | ZF automatico a convertitore di coppia, 8 rapporti | AWD           | Euro 6d-TEMP (NEDC) | 9,8                          | 222                  | 1830          |

## Versioni speciali

### Alfa Romeo Stelvio NRing Edition

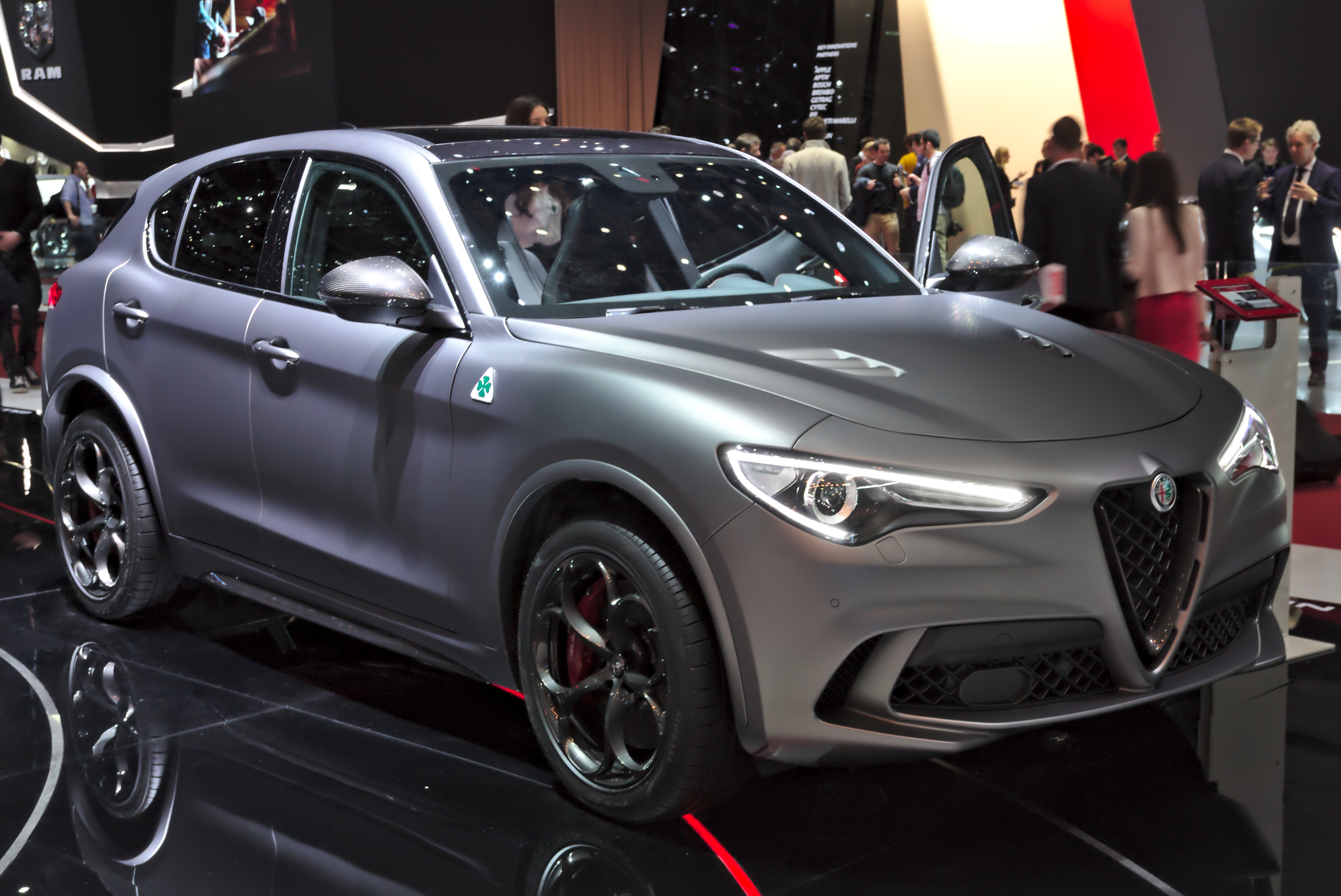
Alfa Romeo Stelvio NRing Edition

Presentata nel 2018 al Salone di Ginevra e realizzata in una serie limitata di 108 esemplari (quanti gli anni della casa milanese al momento della messa in produzione), la Stelvio Quadrifoglio NRing Edition monta il motore della versione Quadrifoglio, e si contraddistingue per una livrea "Grigio Circuito" più varie parti della carrozzeria in fibra di carbonio. Il nome deriva dal Nürburgring Nordschleife, tracciato dove la Quadrifoglio ha stabilito il record sul giro di 7:51 per la sua categoria.

### Quadrifoglio Alfa Romeo Racing Edition

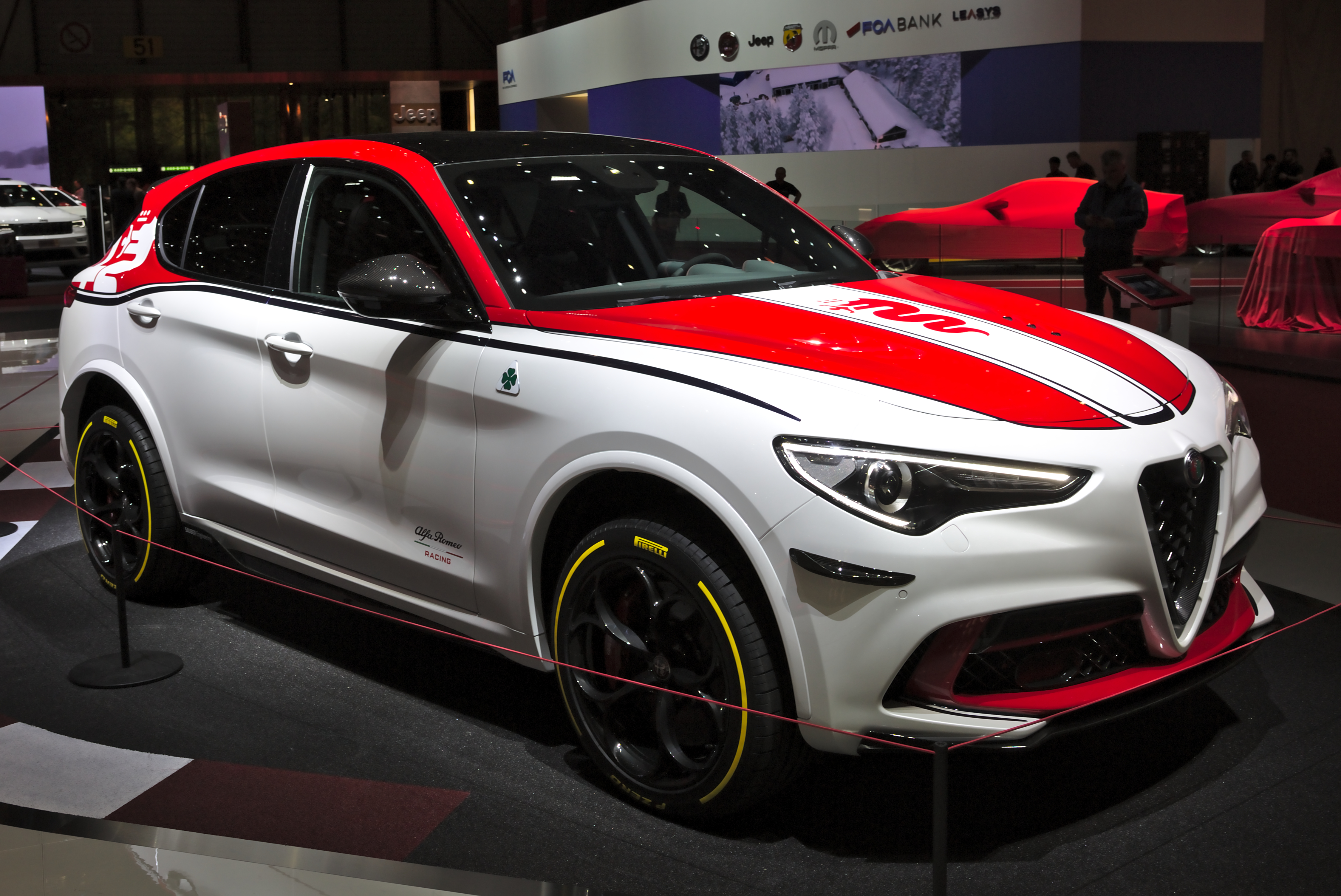
Quadrifoglio Alfa Romeo Racing Edition

Al Salone di Ginevra 2019 è stata presentata l'edizione limitata in soli 15 esemplari e realizzata su base Quadrifoglio chiamata Alfa Romeo Racing Edition, per celebrare e omaggiare la storia nelle corse dell'Alfa Romeo e la partnership con Sauber in Formula 1. Questa edizione speciale, sviluppata dagli ingegneri dell'Alfa e da quelli della Sauber Engineering, ha una verniciatura e livrea esterna esclusiva bianco-rossa, richiamando quella della monoposto di Formula 1 Alfa Romeo C38.
Grazie ad alcune componenti della carrozzeria e parte degli interni in realizzate in fibra di carbonio, al sistema di scarico in titanio realizzato dalla Akrapovič e ad altre modifiche di assetto, è stato ridotto di circa 28 kg il peso della vettura rispetto alla versione standard di Quadrifoglio. Il motore grazie a degli aggiornamenti a livello di elettronica e gestione motore e con il nuovo scarico, eroga 520 CV.

## Versione per le forze dell'ordine
L'Alfa Romeo Stelvio è stata utilizzata estensivamente in Spagna: la Guardia Civil, dal 2018, ne ha acquistate in grandi numeri per compiti di polizia stradale nella versione 2,2 litri turbodiesel da 190 CV con trazione integrale Q4.
Dal 2024 anche la Polizia stradale italiana introduce le Stelvio Q4 nella propria flotta.